# 벤카트라만 라마크리슈난
벤카트라만 "벤키" 라마크리슈난(영어: Venkatraman “Venki” Ramakrishnan, PRS, 1952년 4월 1일 ~ )은 인도에서 출생한 구조생물학자이다. 리보솜의 구조와 기능에 대한 연구로 2009년 토머스 A. 스타이츠, 아다 요나트와 함께 노벨 화학상을 공동 수상했다. 후에 2015년 12월 1일부터 2020년 11월 30일까지 왕립학회 제62대 회장을 재임하였다.

## 학력
- 1967년 부터 1971년: 인도 마하라자 사아이야오 대학교 물리학 (학사)
- 1971년 부터1976년: 오하이오 대학교 물리학 (박사)